# Lecane margarethae
Lecane margarethae är en hjuldjursart som beskrevs av Segers 1991. Lecane margarethae ingår i släktet Lecane och familjen Lecanidae. Inga underarter finns listade i Catalogue of Life.